# Smith & Wesson SD VE
Smith & Wesson SD VE серія самозарядних ударникових пістолетів з полімерною рамою, які компанія Smith & Wesson представила в 2012 році.

## Історія
SD VE є прямою еволюцією пістолетів Smith & Wesson SD та Smith & Wesson Sigma. Конструкція SD VE має покращений УСМ та ергономічне, комфортне, текстуроване руків'я. SD VE також має покращений ствол та затвор з неіржавної сталі, чого не було в SD версії.

## Конструкція
SD VE є самозарядним ударниковим пістолетом. Така система не дає здійснити постріл до повного натискання спускового гачка, навіть якщо стрілець впустив пістолет. Текстуровані передня та задня поверхні руків'я та місце для пальців допомагають стрільцю краще тримати пістолет і зменшують віддачу.

## Варіанти
Smith & Wesson SD VE випускають під набої 9×19mm Parabellum та .40 S&W зі звичайними магазинами (16+1-набій SD9 VE та 14+1-набій SD40 VE) або зі зменшеними (10+1-набоїв для обох калібрів.)
| Модель                       | Довжина стволу  | Калібр            | Магазин | Розміри          | Вага            | Колір              |
| ---------------------------- | --------------- | ----------------- | ------- | ---------------- | --------------- | ------------------ |
| SD9 VE стандартна місткість  | 4.0 in (102 mm) | 9×19mm Parabellum | 16      | 1.29 in × 7.2 in | 22.7 oz (640 g) | Двоколірна обробка |
| SD9 VE зменшена місткість    | 4.0 in (102 mm) | 9×19mm Parabellum | 10      | 1.29 in × 7.2 in | 22.7 oz (640 g) | Двоколірна обробка |
| SD40 VE стандартна місткість | 4.0 in (102 mm) | .40 S&W           | 14      | 1.29 in × 7.2 in | 22.7 oz (640 g) | Двоколірна обробка |
| SD40 VE зменшена місткість   | 4.0 in (102 mm) | .40 S&W           | 10      | 1.29 in × 7.2 in | 22.7 oz (640 g) | Двоколірна обробка |

1. ↑  набоїв на магазин
2. ↑  ширина x довжина
3. ↑  без магазина